# Alsó-Lotaringia
Az Alsó-lotaringiai Hercegség vagy gyakrabban használt nevén Alsó-Lotaringia középkori feudális államalakulat volt a mai Belgium, Hollandia, valamint Németországnak a Rajna folyótól nyugatra eső területein, illetve Franciaország északi részén.

## Történelme
A hercegséget a Karolingok birodalmához tartozó Lotaringiai Királyság felbomlása után hozták létre. A királyságot a 843-as verduni szerződés értelmében hozták létre I. Lajos francia király utódai és első uralkodója I. Lothár (akitől később a nevét kapta a királyság). Lothár halála után a királyságot többször is felosztották, mígnem 910-ben III. Károly nyugati frank király uralkodása alatt sikerült egyesíteni a területeket.
Ekkor alakult meg az egységes Lotaringiai Hercegség, amely 923-körül hűséget esküdött Madarász Henrik német királynak és ezzel gyakorlatilag kikerült a francia uralkodók befolyása alól. A Német-római Birodalomhoz tartozó hercegséget 959-ben Brúnó kölni érsek két őrgrófságra osztotta fel, ezekből alakult ki később Felső-Lotaringia és Alsó-Lotaringia hercegsége. Alsó-Lotaringia a Rajna alsó folyása mentén, északabbra terült el.
Ettől kezdve a két hercegség történelme különvált, csak rövid időre, I. Gozelon lotaringiai herceg uralkodása alatt (1033 és 1044) között egyesültek. Ezután azonban Felső-Lotaringia hamarosan az egyetlen hercegség maradt ezzel a névvel, mivel Alsó-Lotaringia felbomlott, területén önálló feudális államok alakultak a Német-római Birodalom befolyási övezetében.
Az alsó-lotaringiai hercegi címet előbb Bouillon urai szerezték meg 1087-ben, majd 1106-ban Leuven grófja kapta meg. A leuveni grófoktól 1190-ben Brabant grófjai örökölték a hercegi címet, de eddigre a hercegség területe lényegében elveszett.

## Utódállamok
Alsó-Lotaringia területi integritásának elvesztése után számos utódállam jött létre területén, ezek közül a legfontosabbak:
- Kölni Érsekség
- Liège-i Püspökség
- Utrechti Püspökség
- Cambrai Püspökség
- Limburgi Hercegség
- Guelders Grófsága
- Ename-i őrgrófság, majd később Aalsti Grófság
- Jülich-i Hercegség
- Namuri Őrgrófság
- Clevesi Grófság
- Hainaut-i grófság
- Holland Grófság
- Berg Grófság

A brabanti hercegek, névleg Alsó-Lotaringia hercegei, csak a következő területeket tudták megőrizni uralmuk alatt:
- Antwerpeni Őrgrófság
- Leuveni Grófság és Brüsszel városa
- Brabanti Hercegség

## Lásd még
- Lotaringia uralkodóinak listája
- Lotaringia történelme
- Frank Birodalom
- Limburgi Hercegség
- Limburg hercegeinek listája
- Belgium történelme
- Limburg (Belgium)
- Limburg (Hollandia)